# جاناتان داولینگ
 جاناتان داولینگ (انگلیسی: Jonathan Dowling؛ زاده ۳ آوریل ۱۹۵۵ – درگذشته ۵ ژوئن ۲۰۲۰) یک دانشمند اهل ایالات متحده آمریکا بود.